# Roberto Rivelino
Roberto Rivelino (São Paulo, 1 de enero de 1946) es un exfutbolista brasileño. Considerado uno de los mejores jugadores sudamericanos de los años 70 y uno de los grandes futbolistas brasileños de todos los tiempos y hasta admirado por Maradona. Famoso por su potente disparo, pases magistrales, peculiar regate y gran calidad en el lanzamiento de penaltis y tiros libres. Se considera a Rivelino como el creador de la viborita o elástica. Integra la lista FIFA 100 y está incluido en la clasificación del mejor jugador sudamericano del siglo XX elaborada por la IFFHS.

## Biografía

Rivellino (de blanco) en un partido Fluminense × Corinthians

Hijo de italianos de Macchiagodena (Isernia), nació en la capital del estado de São Paulo. Tras sus primeros intentos por entrar en Palmeiras y ser continuamente rechazado, consiguió pasar una prueba con el Corinthians, con el que fichó en 1965. Rivelino permaneció diez años en Corinthians en donde a pesar de convertirse en gran figura, tan solo consiguió un campeonato Río-São Paulo. En octubre de 1973, integró la selección de América que venció a la selección de Europa en el Camp Nou de Barcelona, en tanda de penales por 7 a 6. Archivado el 10 de enero de 2007 en Wayback Machine.
El que está considerado como una de las mejores piernas izquierdas de la historia del fútbol abandonó el Corinthians tras una amarga experiencia después de ser culpado de la derrota en la final del campeonato de 1974 ante el Palmeiras y la temporada siguiente fichó por Fluminense. Rivellino debutó con el Fluminense el 8 de febrero de 1975 en un amistoso contra su exequipo, el Corinthians. El resultado fue 4-1 a favor del equipo carioca, con uno hat-trickt de Rivellino, quien fue el mejor jugador del partido.
En su nuevo equipo Rivelino se convirtió en una auténtica estrella capaz de realizar jugadas asombrosas. Sus regates eran eléctricos, consiguiendo desplazar el balón de un lado a otro en carrera de manera magistral y sus lanzamientos desde lejos tenían una potencia brutal. Pionero de una forma de golpear que más tarde heredarían Branco y Roberto Carlos.
Rivelino fue la pieza clave de un equipo conocido como la Máquina Tricolor y que consiguió los títulos cariocas de 1975, 1976 y 1977. Durante aquella época, apodaron a Rivelino como Patada Atómica, ya que sus disparos, impregnados de una fuerza sobrehumana, llevaban un efecto nunca visto hasta entonces. Se puede decir que Rivelino, coloquialmente, rompía la pelota. Entre las curiosidades, se considera a Rivelino como el creador de la viborita o elástica, realizándola en el 19 de junio de 1975, jugando para el Fluminense, contra el Vasco da Gama, en una jugada que culminaría en un gol antológico.
En el Fluminense, jugó de 1975 a 1978, vistiendo siempre la camiseta número 10. En total, el centrocampista disputó 158 partidos y marcó 53 goles con el Tricolor das Laranjeiras.
Rivellino llegó a Riad en 1979, a los 33 años, poco después de la creación de la Liga Profesional de Arabia Saudita. El jugador estrella recibió una oferta salarial siete veces superior a la que ganaba en el Fluminense y decidió hacer las maletas para el Al-Hilal. La estrella llegó al país por un millón de dólares y se llenó de lujos, obsequios que le otorgó el príncipe Khaled. De inmediato, el mediocampista recibió un Mercedes y un reloj de oro como obsequios. No todos los jugadores saudíes cobraban salario en aquella época, pero las prebendas reales también estaban incluidas. Riva ganó el Campeonato Saudí de 1978-79 y la Copa del Príncipe de 1979-80, anotando 23 goles en 50 partidos. Se retiró en 1981, vistiendo la camiseta de su propio club saudí.

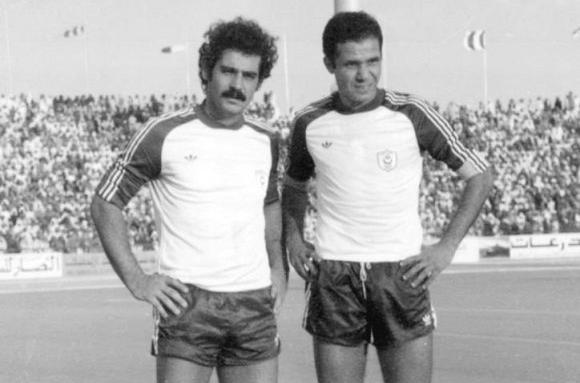
Rivellino (izquierda) con el equipo saudí Al-Hilal en 1979

### Selección de Brasil

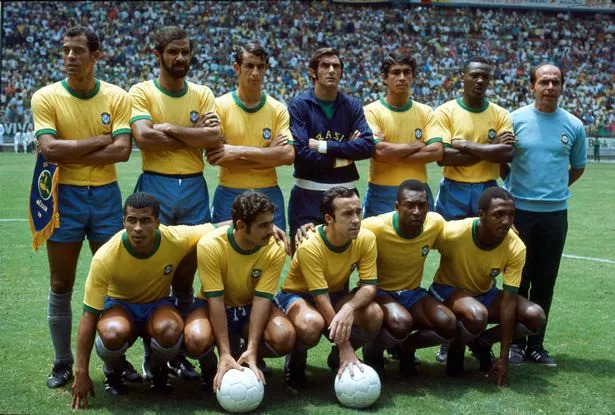
Selección de fútbol de Brasil en 1970

Sus mejores actuaciones a nivel internacional las hizo con la selección de su país, con la que disputó noventa y dos partidos y anotó veintiséis goles. Quince de esos partidos fueron en mundiales, donde anotó seis goles. Cuando contaba con solo diecinueve años, fue convocado para integrar la selección brasileña. Desde su puesto de extremo izquierdo, y en otras ocasiones de interior izquierdo (volante), Rivelino mostró sus dotes de gran jugador, pues se destacaba por sus disparos certeros y calidad en el lanzamiento de penales y tiros libres.
Jugó en el mundial de México 70, su equipo obtiene la Copa del Mundo, y Rivelino es apreciado como uno de los jugadores de gran calidad en el grupo que formaban con Pelé, Tostão, Gérson y Jairzinho. Brasil jugó con tres delanteros en las Eliminatorias de 1970 bajo el mando del seleccionador João Saldanha. Con Zagallo, que se hizo cargo de Brasil tras la fase de clasificación, Rivelino sustituyó a Edu porque el nuevo seleccionador quería otro centrocampista para equilibrar el equipo. En la Anexo:Final de la Copa Mundial de Fútbol de 1970 introdujo en el mundo el regate elástico, por encima del italiano Mario Bertini. Terminó el torneo con 3 goles y 3 asistencias. 
En la Alemania 74 terminó en 4º lugar. Fue una de las principales figuras del equipo y el máximo goleador de Brasil en aquel Mundial, con 3 goles. En la Argentina 78 sufrió una fractura tras el primer partido y se perdió la mayor parte del torneo. Describiendo la actuación de Rivelino en la pelea por el tercer puesto, El Jornal dos Sports de Río de Janeiro expresó su pesar: "Dirigía, maldecía, orientaba, provocaba, irritaba (...). Su personalidad, su toque y su catimba desmoralizaron al equipo italiano. Si no se hubiera lesionado gravemente y perdido toda su forma física, podría haber sido la estrella del torneo".

## Trayectoria
| Club                 | País                | Año       | Partidos | Goles | Promedio |
| -------------------- | ------------------- | --------- | -------- | ----- | -------- |
| S. C. Corinthians    | Brasil              | 1964-1974 | 471      | 141   | 0.3      |
| Fluminense F. C.     | Brasil              | 1975-1978 | 158      | 53    | 0.34     |
| Al-Hilal Saudi F. C. | Arabia Saudita      | 1979-1981 | 57       | 23    | 0.4      |
| Selección de Brasil  | Selección de Brasil | 1965-1978 | 92       | 26    | 0.28     |
| Total                | Total               | 1964-1981 | 778      | 243   | 0.31     |

## Participaciones en Copas del Mundo
| Mundial                        | Sede      | Resultado | Partidos | Goles | Asistencias |
| ------------------------------ | --------- | --------- | -------- | ----- | ----------- |
| Copa Mundial de Fútbol de 1970 | México    | Campeón   | 5        | 3     | 3           |
| Copa Mundial de Fútbol de 1974 | Alemania  | 4º lugar  | 7        | 3     | 0           |
| Copa Mundial de Fútbol de 1978 | Argentina | 3º lugar  | 3        | 0     | 0           |

## Palmarés

### Campeonatos regionales
| Título               | Club        | Sede           | Año  |
| -------------------- | ----------- | -------------- | ---- |
| Torneo Río-São Paulo | Corinthians | São Paulo      | 1966 |
| Taça Guanabara       | Fluminense  | Río de Janeiro | 1975 |
| Campeonato Carioca   | Fluminense  | Río de Janeiro | 1975 |
| Campeonato Carioca   | Fluminense  | Río de Janeiro | 1976 |

### Campeonatos nacionales
| Título               | Club     | Sede           | Año  |
| -------------------- | -------- | -------------- | ---- |
| Liga Premier Saudita | Al-Hilal | Arabia Saudita | 1979 |
| Copa del Rey         | Al-Hilal | Arabia Saudita | 1980 |

### Torneos internacionales
| Título                 | Selección | Sede   | Año  |
| ---------------------- | --------- | ------ | ---- |
| Copa Mundial de Fútbol | Brasil    | México | 1970 |